# Monomorium symmotu
Monomorium symmotu är en myrart som beskrevs av Bolton 1987. Monomorium symmotu ingår i släktet Monomorium och familjen myror. Inga underarter finns listade i Catalogue of Life.